# ADIG Allgemeine Deutsche Investment-Gesellschaft
Die ADIG Allgemeine Deutsche Investment-Gesellschaft mit beschränkter Haftung war eine Kapitalanlagegesellschaft.

## Geschichte
Die Allgemeine Deutsche Investment-Gesellschaft wurde am 23. November 1949 von vier bayerischen Banken in München als erste deutsche Fondsgesellschaft gegründet. Beteiligt waren u. a. die Bayerische Vereinsbank, die Bayerische Staatsbank und das Bankhaus H. Aufhäuser. Ein Jahr später wurden die ersten Investmentfonds in Deutschland durch die ADIG aufgelegt: der Fondra (WKN 847100), ein Mischfonds (Fonds für deutsche Renten und Aktien), und der Fondak (WKN 847101), ein Aktienfonds (Fonds für deutsche Aktien). 1951 beteiligte sich die Commerzbank an der ADIG. Ab 1965 ermöglichte man mit dem Aufbaukonto das Fondssparen. 1994 legte die ADIG den ersten deutschen Geldmarktfonds auf.

### Übernahme durch Commerzbank
Im Jahr 2002 wurde die ADIG auf die Cominvest Asset Management verschmolzen, nachdem die Commerzbank 1999 die Mehrheit an der ADIG erworben hatte. Die Fonds Fondra und Fondak wurden nachfolgend von der Cominvest verwaltet. Der Name ADIG wurde zunächst als Markenname für den Vertrieb von Publikumsfonds weiter genutzt. Seit September 2006 sind die Namen ADIG und ALSA (ADIG Luxemburg Société Anonyme) nach und nach aus den Fondsbezeichnungen und vom Markt verschwunden und wurden durch Cominvest ersetzt. Im Januar 2007 war die Umbenennung abgeschlossen. Das betreute Fondsvermögen (Assets under management) in den 90 Publikumsfonds betrug zuletzt 22,7 Mrd. Euro. 

### Übernahme durch Allianz
2009 wurde Cominvest an die Allianz verkauft. Bei der Allianz kam Cominvest unter das Dach von Allianz Global Investors (AGI). Die Fonds Fondra und Fondak werden heute von der Allianz verwaltet.